# Coca
Erythroxylum coca
Cet article concerne la plante. Pour la boisson américaine, voir Coca-Cola. Pour les autres significations, voir Coca (homonymie).
Espèce
Classification phylogénétique
Le Cocaier ou Arbre à coca (Erythroxylum coca) est une espèce de plantes à fleurs de la famille des Érythroxylacées originaire d'Amérique du Sud. Elle joue un rôle important dans la culture andine, à travers ses utilisations rituelles ou médicinales.
La cocaïne est extraite des feuilles de coca.
Les dictionnaires sont partagés sur le genre du nom de l'arbuste mais s'entendent pour dénommer « la » coca la substance à mâcher qu'il fournit. Elle est appelée mama kuka en langue quechua.

## Étymologie
Le nom Erythroxylum vien du grec « bois rouge » en référence de son écorce, « xulon » bois, « eruthros » rouge. Le terme coca vient du quechua « kuka ».

## Description

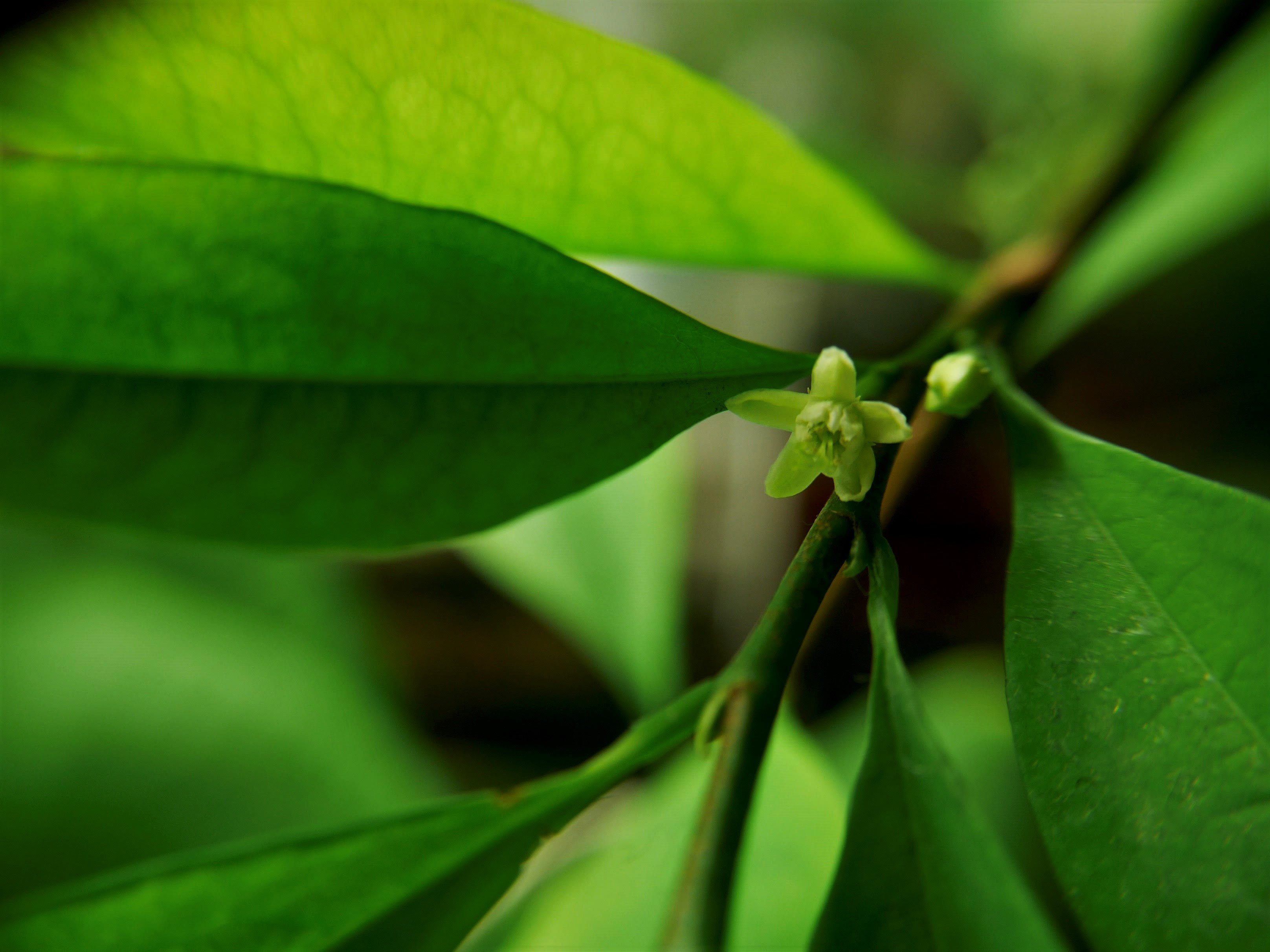
Fleur d'Erythroxylum novogranatense var. truxillense.

### Appareil végétatif
La coca est un arbuste mesurant 2 à 3 m de haut en culture et environ 6 m à l'état sauvage. Les feuilles , de teinte vert clair, sont alternes, ovales à elliptiques et elles mesurent de 2 à 7 cm de long.

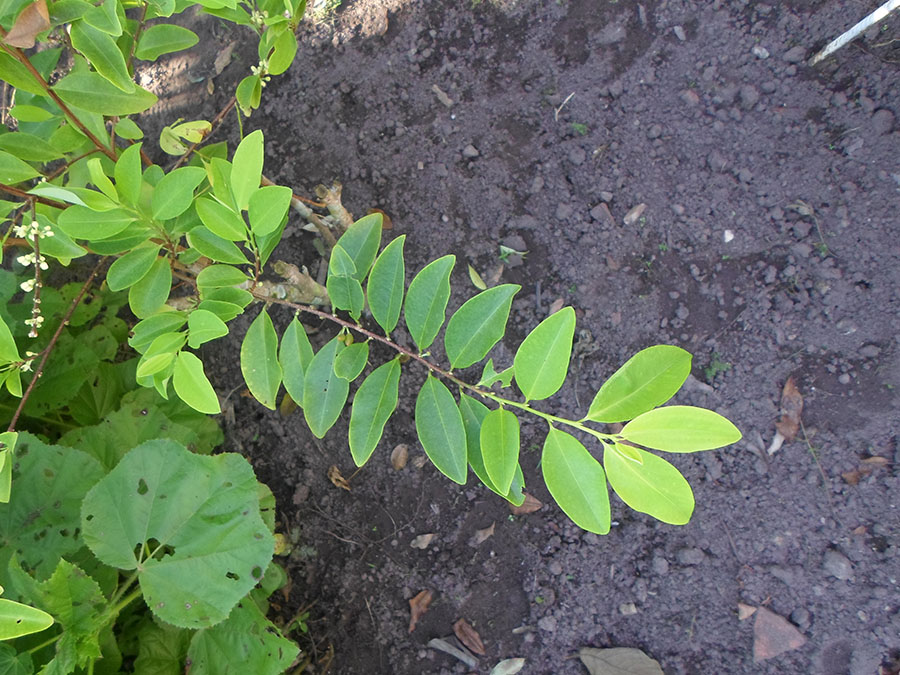
Jeune arbuste.
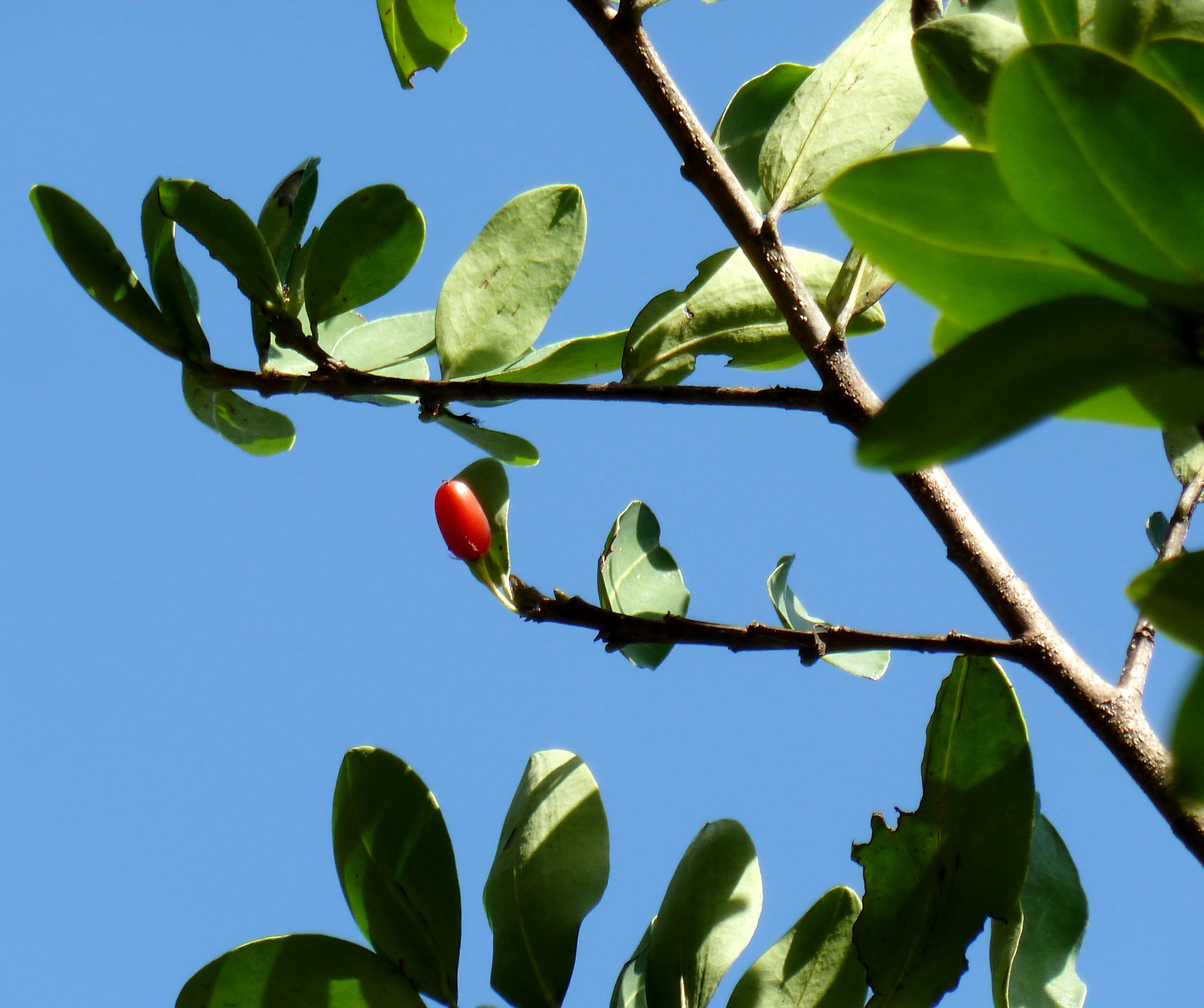
Tige.
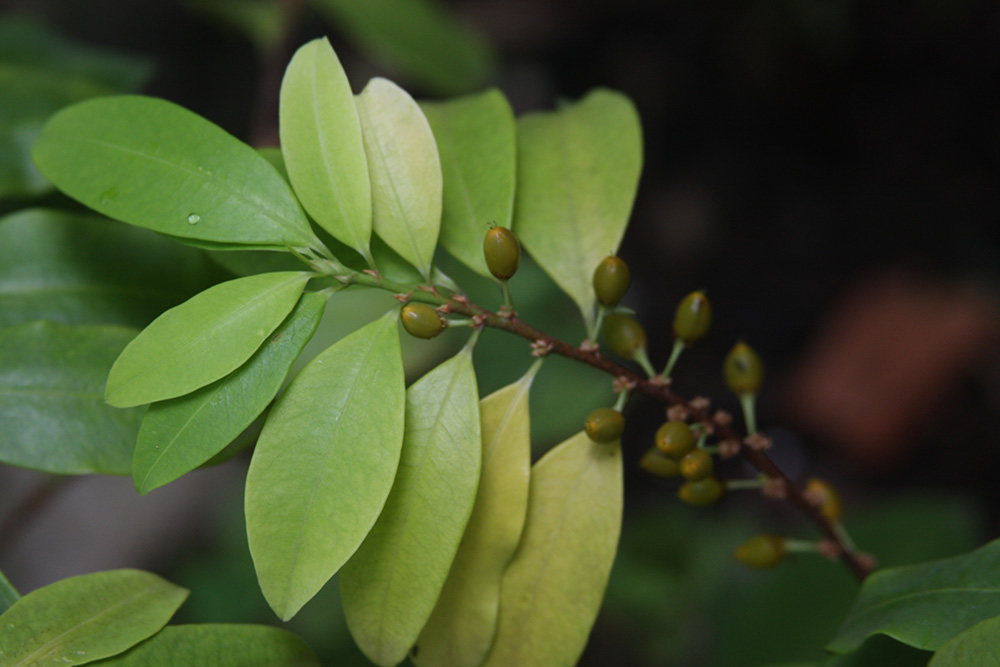
Rameau.
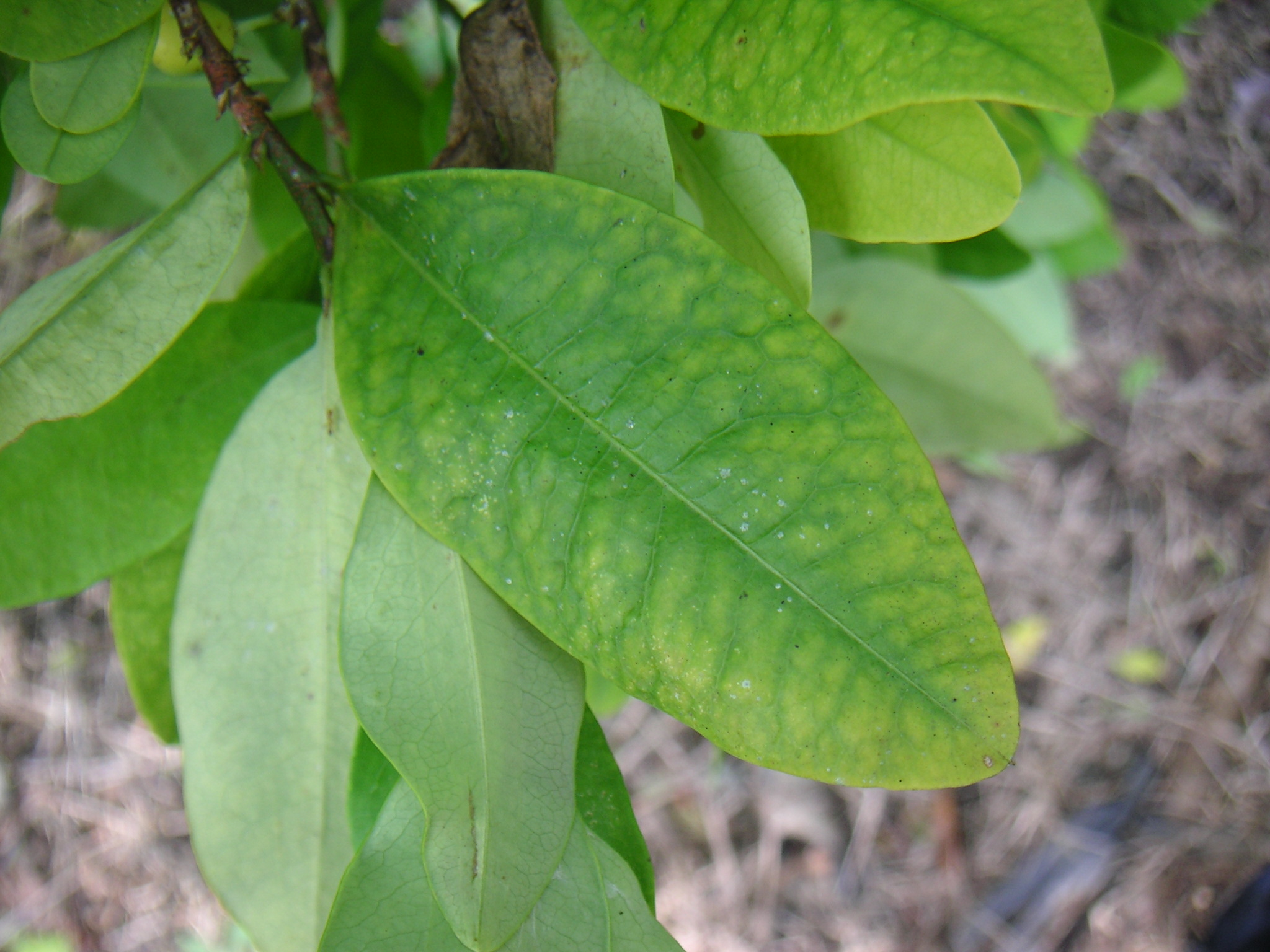
Feuille.

### Appareil reproducteur
Les fleurs blanches ont cinq pétales et elles sont en forme d'étoiles. Elles sont portées en petits groupes à l'aisselle des feuilles. Les fruits rouges sont des baies oblongues.

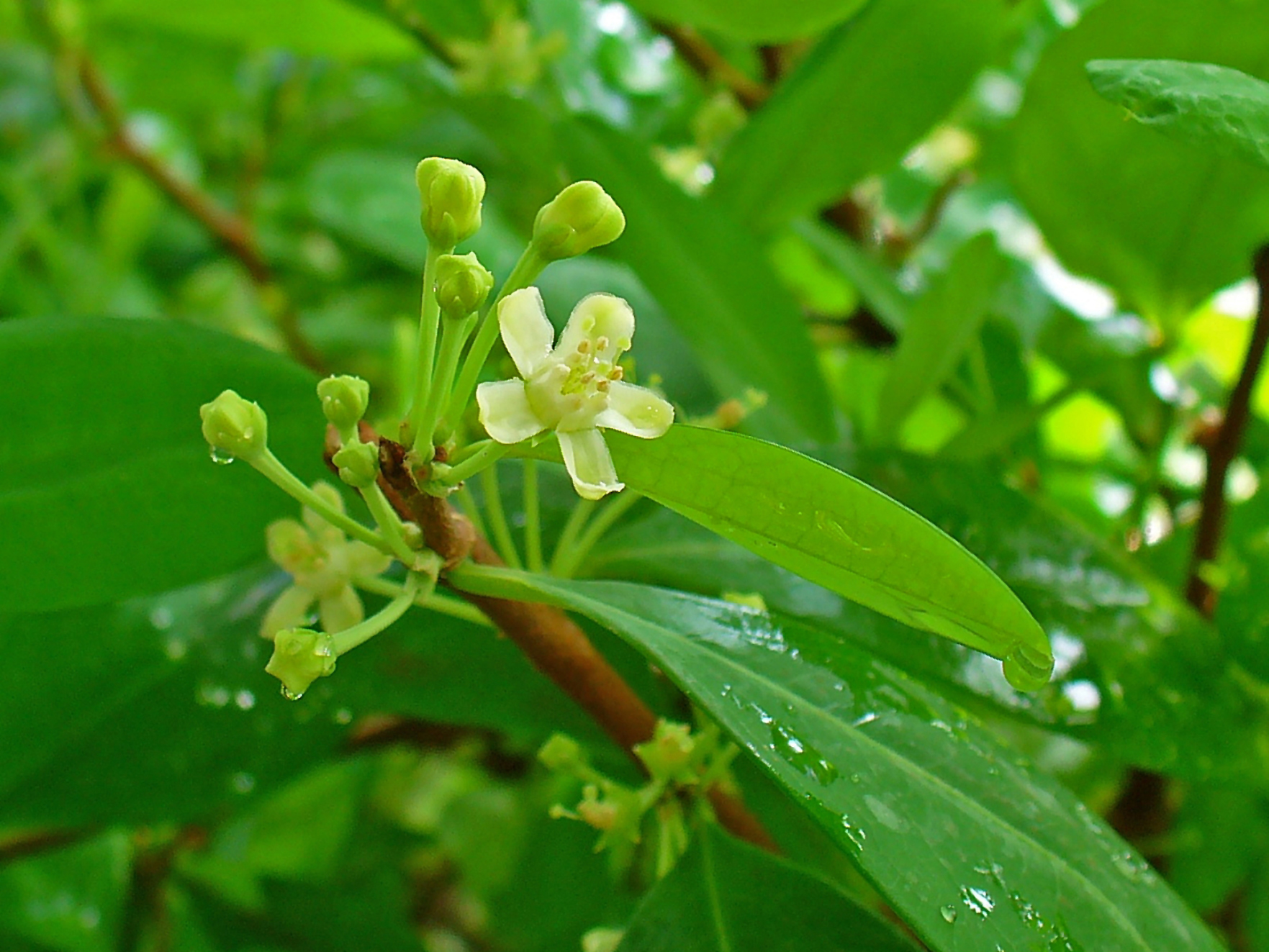
Fleur.
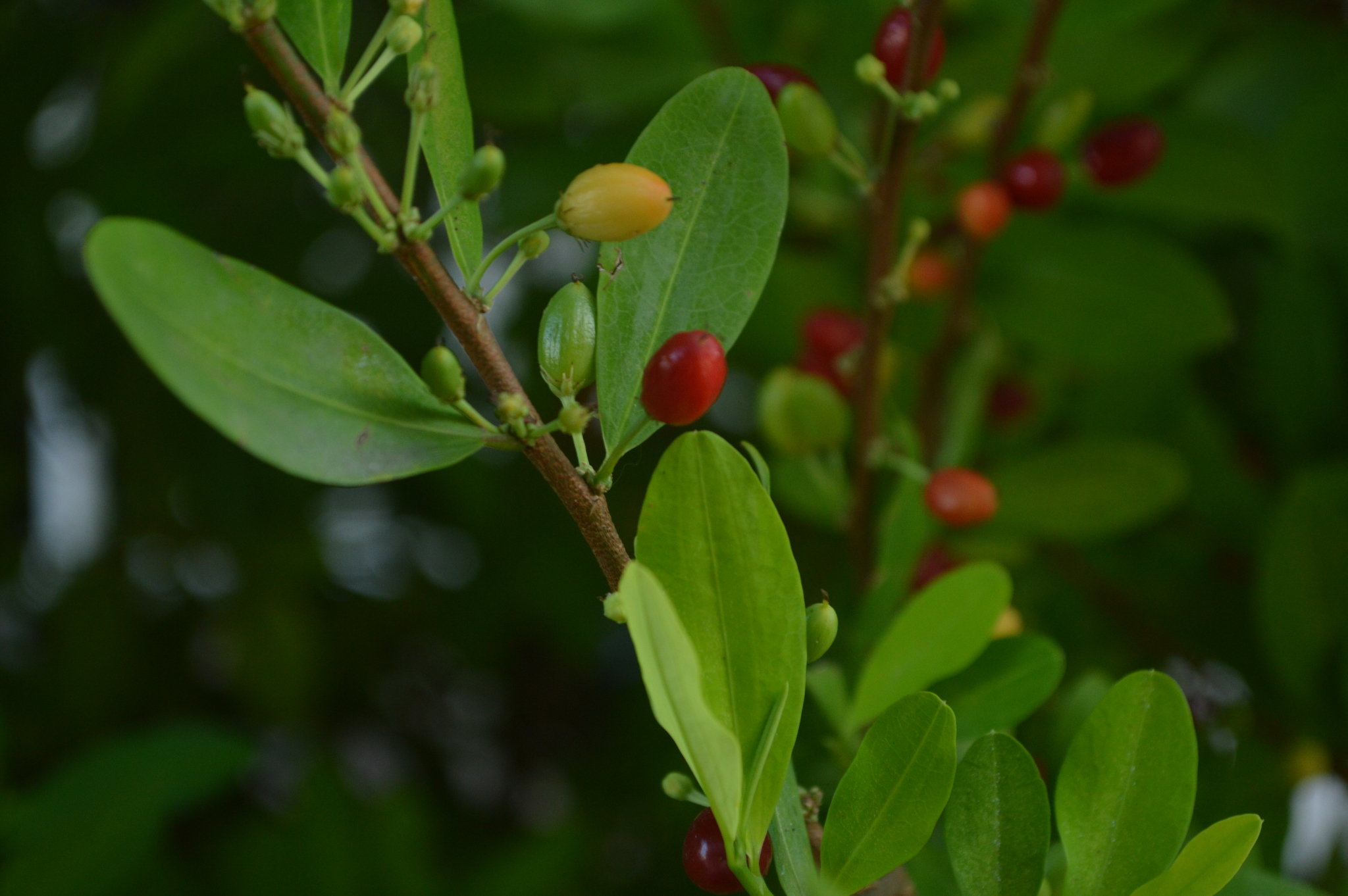
Fruits.

## Botanique

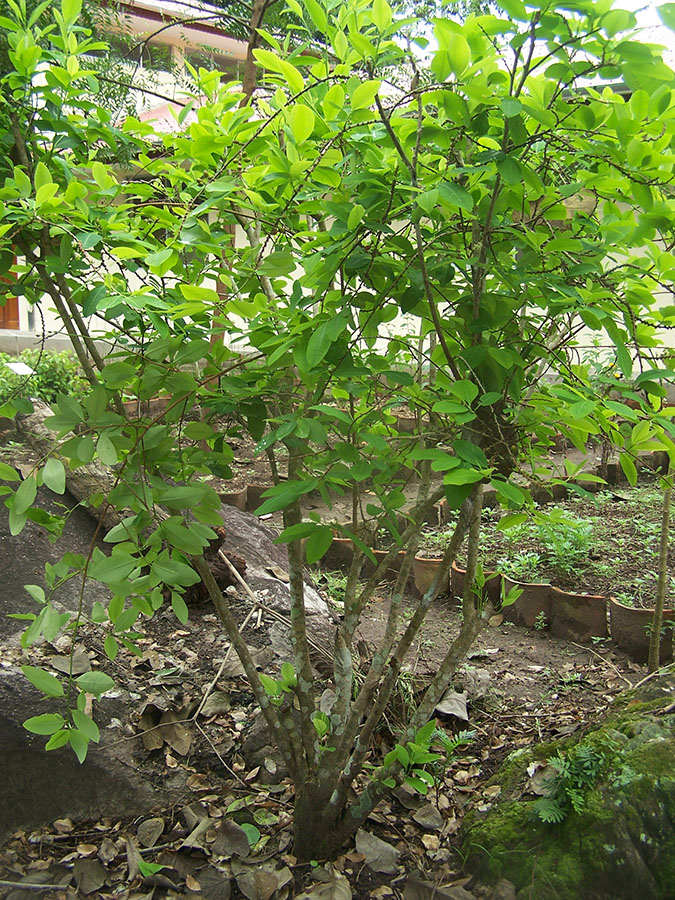
Arbuste de coca (Erythroxylum coca).

Si les premiers botanistes pensaient que toutes les plantes de coca cultivées appartenaient à la même espèce, nous savons désormais que deux espèces ont été domestiquées : Erythroxylum coca Lam. et Erythroxylum novogranatense (Morris) Hieron. Ces deux espèces ont chacune deux variétés distinctes : Erythroxylum coca Lam. var. coca et Erythroxylum coca var. Ipuda Plowman pour la première espèce ; Erythroxylum novogranatense (Morris) Hieron var. novogranatense et Erythroxylum novogranatense var. truxillense (Rusby) Plowman pour la seconde.
C'est un arbuste mesurant de 1,5 à 4 mètres de haut. Les feuilles mesurent de 2,5 à 7,5 cm et sont vert-clair.

## Écologie
Elle pousse à l'état sauvage dans la cordillère des Andes à des altitudes variant de 300 à 2 000 m.
Erythroxylum coca Lam. et Erythroxylum novogranatense (Morris) Hieron affectionnent particulièrement les sols acides, comme toutes les espèces du genre Erythroxylum.

## Composition chimique
La feuille est la seule à contenir des alcaloïdes.
Elle contient des principes actifs aux propriétés pharmaceutiques intéressantes. Une huile essentielle à salicylate de méthyle, des polysaccharides, des flavonoïdes et principalement des alcaloïdes représentant de 0,2 % à 1,3 % de la composition de la feuille de coca. Parmi ses principes actifs, on peut énumérer :
- la cocaïne (méthyle-benzoyl-ecgonine) ;
- l'ecgonine qui agit au niveau du métabolisme des glucides, générant de l'énergie ;
- d'autres dérivés de l'ecgonine : cinnamylcocaïnes, tropacocaïne, et truxilline ;
- des alcaloïdes pyrrolidiniques (hygrine et cuscohygrine).

Cent grammes de feuilles de coca contiennent :
- 9,40 mg de bêta-carotène ;
- 1 540 mg de calcium ;
- 911 mg de phosphore ;
- 40 mg de vitamine E ;
- 299 mg de magnésium ;
- 136 mg de fer ;
- 1,91 mg de riboflavine (vitamine B2).

## Histoire

### Cocadas
Avant que l’alcaloïde actif de la coca ne soit isolé, les feuilles ont été mâchées pendant des siècles. Parmi les premiers peuples, on retrouve les Incas. Pour les Incas de Cuzco (ville à plus de 3 600 m d'altitude), mâcher des feuilles revenait à inspirer une bouffée d’oxygène. Par ailleurs, les chasquis ne se séparaient jamais de leur churpa (poche en laine remplie de coca) et pouvaient ainsi travailler à des hautes altitudes.
La feuille de coca est ainsi devenue une unité de mesure. Les chasquis chargés de porter de lourdes charges sur parfois plus d’une trentaine de kilomètres ne pouvaient effectuer leur mission qu’à l’aide des feuilles de coca. Les distances andines étaient donc exprimées en cocadas. Autrement dit, la quantité de feuilles nécessaires pour effectuer le trajet.
En dehors de l’utilisation par les travailleurs, les feuilles de coca étaient principalement utilisées lors des rituels religieux ou en médecine (puissant anesthésique).

### «L'effet coca»
En mâchant les feuilles, les personnes ingèrent des alcaloïdes. Cette substance provoque une augmentation de la dopamine dans le cerveau. La personne a l'impression d'être pleine d'énergie et connaît un moment de bonne humeur. Ce « flash » de dopamine peut devenir addictif, ainsi même l’anticipation d’une prochaine dose peut libérer de la dopamine. Cette théorie de « l’addiction à la dopamine » ne concerne cependant que certains individus.

## Usages
C'est un fondement culturel pour l'Amérique latine — notamment en Amazonie du Nord-Ouest et dans les hauts plateaux andins - où son usage remonte à près de 5 000 ans. Les plus anciennes traces archéologique de culture de coca remontent même à plus de 8 000 ans. Du fait de ses différentes vertus, c'est une plante sacrée pour de nombreux peuples amérindiens. Dans les Andes, Mama Coca est considérée comme la fille de Pachamama. Elle est ainsi utilisée traditionnellement de la Colombie jusqu'au Chili aussi bien pour ses vertus stimulantes que dans le cadre de cérémonies religieuses, elle aurait même servi de taxe d'imposition.
En Colombie du Sud-Ouest, les Indiens grillent, pulvérisent et tamisent les feuilles en une fine poudre qu'ils mélangent à des cendres de feuilles de raisin d'Amazonie (Pourouma cecropiifolia) pour la mâcher sous la forme d'une fine poudre appelée mambe. Cette coca sert de moyen d'échange dans toutes les relations avec les esprits et divinités, et est mâchée rituellement dans toutes les conversations sérieuses entre hommes.

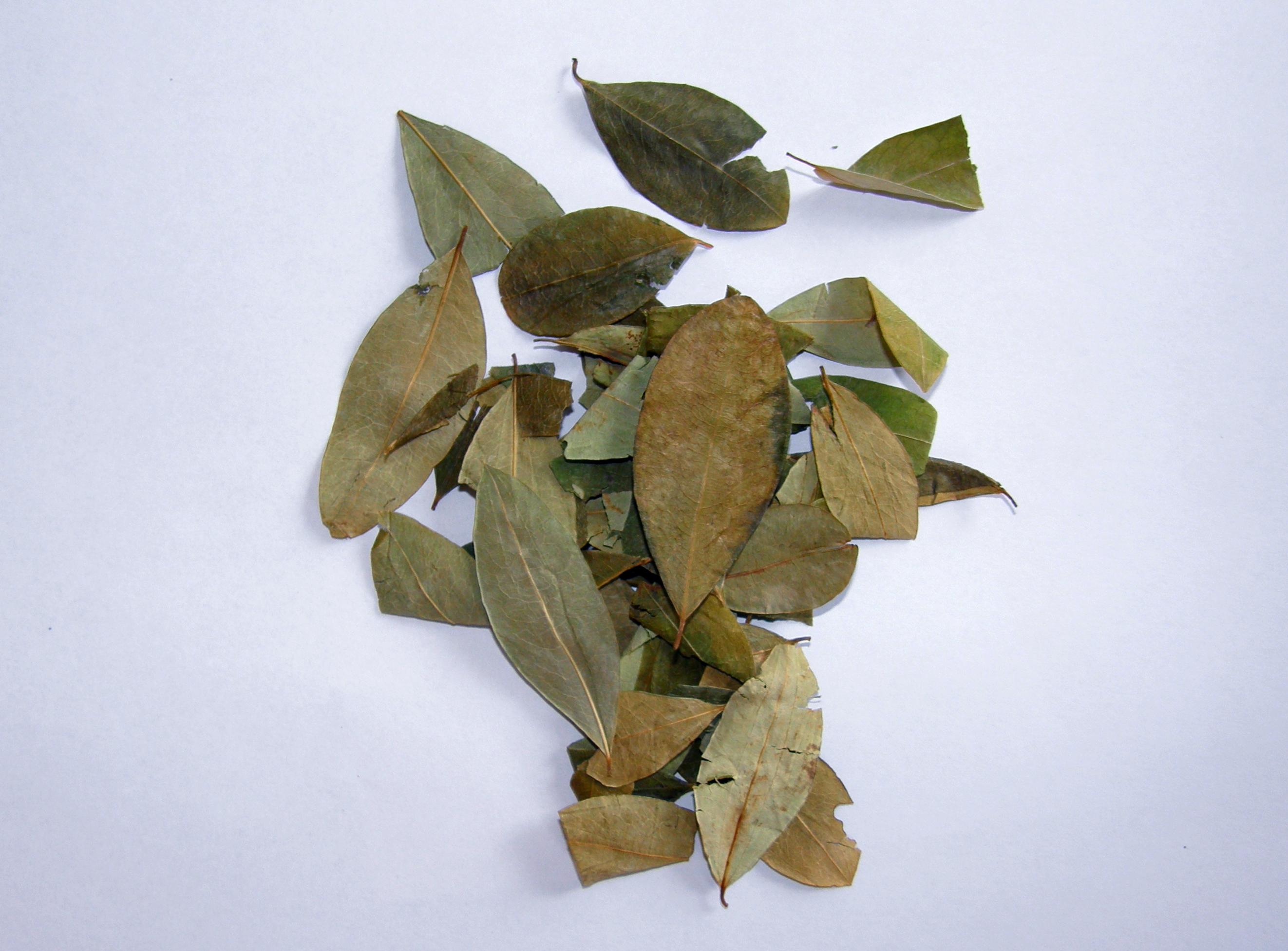
Feuilles de coca séchées pour la consommation.

Dans l'Empire inca, la coca issue de l'actuel Pérou (tupa coca) servait aux cérémonies religieuses et aux dignitaires alors que la coca issue de l'actuelle Bolivie (muma coca) servait aux fonctionnaires voire au peuple.
Son usage est signalé par les Espagnols dès le XVIe siècle qui en condamnent d'abord l'usage la qualifiant de « satanique » avant de l'encourager en constatant l'efficacité en termes de rentabilité sur les « travailleurs ».
C'est Nicolas Monardés de Séville, un naturaliste espagnol, qui en donne la première description dans les années 1580 même si la plante ne devient vraiment connue sur le plan scientifique qu'au XVIIIe siècle.
Les modes de consommation traditionnels de la coca en Amérique du Sud sont :
- la mastication de la feuille de coca, qui provoque une stimulation légère ;
- l'absorption de tisane de feuille de coca, aux effets également limités.

La mastication peut aussi consister en une chique (llipta) d'une pâte masticatoire (aculli) qui est un mélange d'un alcali (cendres de pommes de terre, de bananes ou chaux) et de feuilles de coca.
Dans son ouvrage intitulé Promenade à travers l'Amérique-du-Sud (1868), Alexis de Gabriac écrit : « Généralement, les Indiens chassent séparément afin d'éviter les distractions, et passent volontiers une semaine au milieu des bois, n’emportant avec eux qu'une légère provision de bananes et une fiole de coca. Cette dernière matière jouit de la singulière propriété d'endormir l’estomac, et il suffit d’en avaler quelques parcelles pour apaiser subitement la faim ».
C'est à cette époque qu'apparaissent en Europe les premières réclames pour « le coca », vendu en pharmacie comme ayant « une influence puissante et inoffensive sur les centres nerveux ». Dans le même temps, vont apparaître les « vins à la coca du Pérou », comme le Mariani.
La cocaïne est isolée par Albert Niemann dès 1860. C'est l'un de ses alcaloïdes, devenu illégal en 1913, et revendu depuis sur le marché des stupéfiants.

## Aspects économiques et politiques
Hors d'Amérique latine, elle est surtout utilisée pour la cocaïne. La coca est donc connue à travers le monde pour son utilisation sous forme de drogue et les trafics qui en sont la conséquence. C'est en raison de cet usage que les États-Unis souhaitent éradiquer sa culture en Amérique latine.

### Production

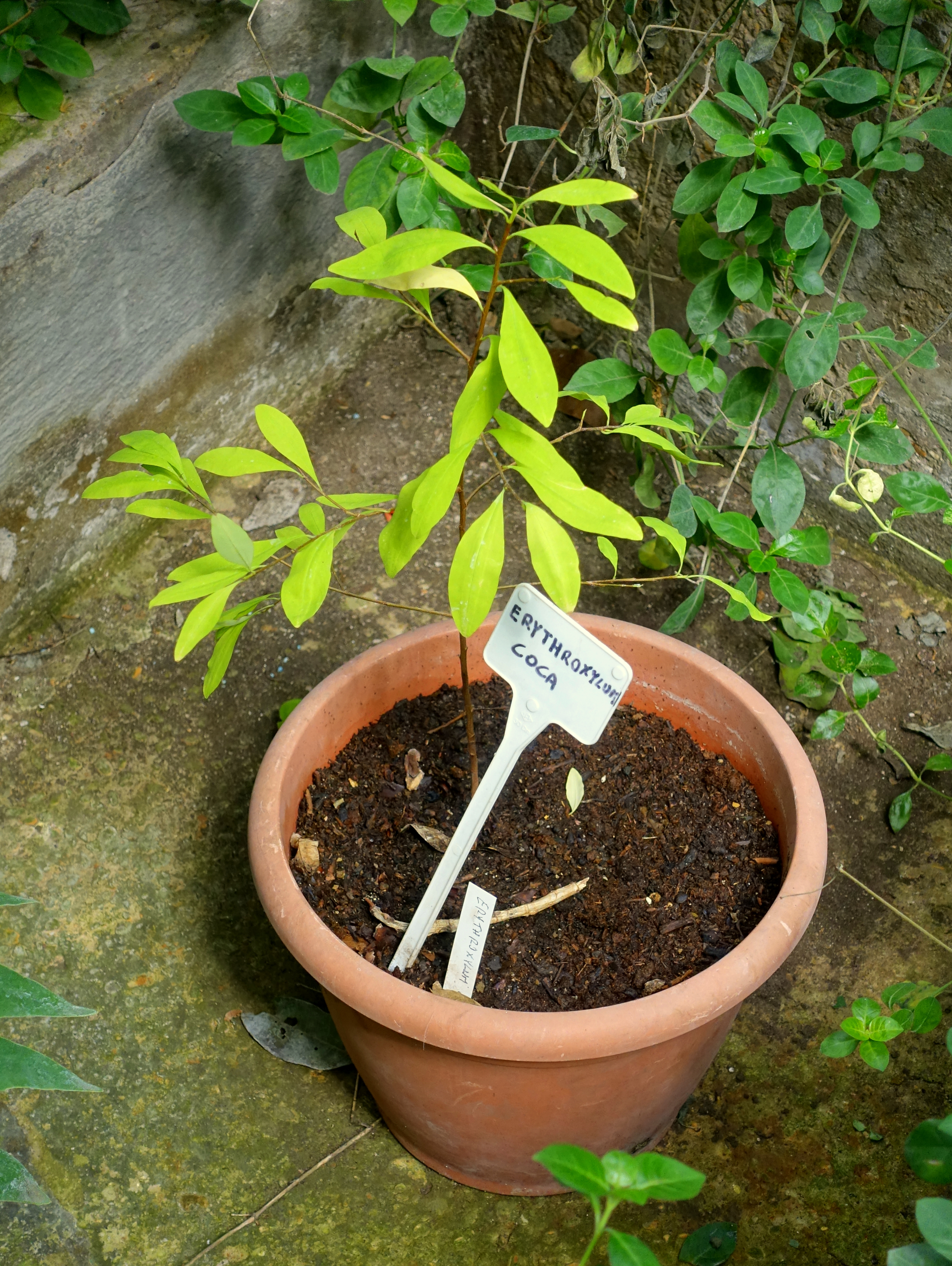
Cocaïer en pot.

Après la découverte de la cocaïne dans la deuxième moitié du XIXe siècle, les laboratoires pharmaceutiques hollandais et allemands stimulent la culture de coca en important de grandes quantités de feuilles depuis le Pérou et la Bolivie.
Au début du XXe siècle, les Hollandais parviennent à adapter la plante dans l'île de Java qui devient pendant quelques années le premier producteur mondial. Les Japonais l'acclimateront à Taïwan pour leur part. C'est donc la production asiatique qui alimente le premier boom de la consommation de cocaïne entre 1910 et 1940. Puis, les conférences internationales font appliquer des mesures d'interdiction poussant indirectement les pays andins dans une activité illicite qui sera centrale dans leur économie et dans leurs rapports avec les États-Unis.
C'est à partir des années 1960 que les pays andins développent vraiment leur production afin de répondre au second boom de la consommation de cocaïne.
Au Pérou, la culture est autorisée dans le cadre d'un usage traditionnel. 

En Bolivie, premier producteur mondial de coca, la culture est autorisée sur un territoire limité : les Yungas (vallées tropicales à l'est de la Paz) bien qu'elle soit aussi largement plantée dans le Chapare où elle est illégale. 

En Colombie, en revanche, la production de coca est totalement interdite.
Depuis les années 2000, la Colombie demande aux indigènes péruviens et boliviens de venir sur son territoire, afin d'acquérir les utilisations pharmaceutiques qui en sont faites dans leurs pays respectifs,.

#### Pérou
Au Pérou, le président Fernando Belaúnde Terry (élu en 1963) mise sur le développement de l'Amazonie et encourage les paysans à s'y installer. En 1968, il est renversé par un gouvernement militaire qui abandonne ce projet délaissant les colons alors qu'au même moment les trafiquants américains viennent les solliciter.
Les politiques d'ajustement structurel portent un coup déterminant aux productions locales rendant la culture de la coca d'autant plus attrayante.
Au début des années 1980, les projets de développement alternatif financés par les États-Unis n'aboutissent pas et la sévère répression du gouvernement favorisent l'installation de guérillas (Sentier lumineux, Mouvement révolutionnaire Tupac Amaru) qui protègent les paysans et subsisteront jusqu'au début des années 1990.
Dans les années 2000, le gouvernement cherche à promouvoir la consommation traditionnelle face à la menace des mafias, notamment en cherchant de nouvelles utilisations comme la consommation en farine dans le pain ou en bouillie. Le président Ollanta Humala nomme en août 2011 l'avocat défenseur des droits de l'homme Ricardo Soberón Garrido à la tête de l'organisme interministériel DEVIDA (Comisión Nacional para el Desarrollo y Vida sin Drogas). Soberon est connu pour ses positions critiques envers la politique d'éradication de la coca menée par les États-Unis.

#### Bolivie
En Bolivie, le coup d'État du général Hugo Banzer de 1971 est financé par la bourgeoisie rurale de Santa Cruz qu'il remerciera via diverses subventions gouvernementales qui serviront à développer la production de coca et sa transformation en cocaïne. Cette politique est poursuivie par le général Luis García Meza Tejada jusqu'en 1981 laissant un pays corrompu qui, malgré les gouvernements démocratiques suivants, n'arrive pas à enrayer l'expansion de la culture de coca, plante traditionnelle dans le pays.
Hugo Banzer accède de nouveau au pouvoir par les urnes en 1997 et lance cette fois de grandes campagnes d'éradication dont les bons résultats sont largement attribués à la violente répression qui l'accompagne. Cette répression engendre un mouvement populaire, partiellement à l'origine de l'élection d'Evo Morales, lui-même paysan cultivateur de coca, lequel tente une nouvelle politique de lutte antidrogue visant à réhabiliter l'usage traditionnel de la coca afin de trouver des débouchés locaux à la production et détourner les paysans des trafiquants.
Le 10 septembre 2008, le président Morales expulse l'ambassadeur des États-Unis Philip Goldberg (qui avait précédemment travaillé en ex-Yougoslavie) qu'il accuse d'alimenter le séparatisme en Bolivie, alors que le gouvernement est confronté à une agitation venue de secteurs d'extrême-droite dans la province de Santa Cruz, la plus riche du pays. Le 1er novembre 2008, il rompt sa collaboration avec la Drug Enforcement Administration l'accusant « d'espionnage politique et de financer des groupes criminels pour qu'ils commettent des attentats contre les autorités, voire contre le président lui-même ». Le département d'État américain a de son côté déclaré que ces accusations étaient « fausses et absurdes ». À la suite de cela, l'administration Bush a demandé au Congrès des États-Unis de retirer à la Bolivie le bénéfice de l'Andean Trade Promotion and Drug Eradication Act, décision qui affecterait plus particulièrement le secteur textile bolivien.
En 2010, les États-Unis ont classé la Bolivie comme l'un des « mauvais élèves » de sa « guerre contre les drogues ». Ils continuent cependant à subventionner certains efforts contre le trafic de stupéfiants : la section des stupéfiants du département d'État des États-Unis alloue plus de 22 millions de dollars aux agences de maintien de l'ordre boliviennes à cet effet, tandis que l'USAID a investi 60 millions de dollars dans des programmes de santé et d'agriculture visant à promouvoir des cultures substitutives. Les estimations des États-Unis concordent rarement avec celles de l'ONU. Par ailleurs, ni le Pérou ni la Colombie, qui produisent plus de coca que la Bolivie, n'ont été inclus sur cette liste.
49 000 acres (près de 20 000 hectares) de plantations de coca, dans les Yungas et le Chapare, sont légalement cultivées à des fins de consommation traditionnelles en Bolivie. En 2009, la Bolivie a détruit 16 000 acres (environ 6 500 ha) de plantations illégales, sur un total de plantations illégales, estimé par les États-Unis, à 37 000 acres (près de 15 000 ha). La Bolivie, qui tente de préserver les cultures traditionnelles en s'attaquant au trafic de cocaïne, dépense plus de 20 millions de dollars dans la lutte contre le trafic de stupéfiants. Par ailleurs, elle a investi 5 millions de dollars dans le programme Coca Yes, Cocaine No, visant à industrialiser la coca à des fins de consommation légales (maté de coca, applications médicinales, etc.). Mais toute exportation de produits alcaloïdes est banni par la Convention de l'ONU de 1961 sur les stupéfiants, menant Morales à tenter de faire retirer la coca de cette liste. Ainsi, le 11 mars 2009, il mâcha une feuille de coca lors d'une réunion de la Commission des stupéfiants de l'ONU à Vienne, avant de demander le retrait de la plante de la liste noire. La production d'une boisson énergisante appelée Coca Colla vise notamment à réhabiliter l'image internationale de la feuille de coca, et de ses dérivés.
Entre 2010 et 2016, la culture de la coca s'est réduite de 31 000 à 20 000 hectares selon l'Office des Nations unies contre la drogue. Le gouvernement entend redéfinir les politiques dirigées contre cette culture, en pratiquant une « éradication concertée, sans répression ni assassinat comme c’était le cas avant l’arrivée d’Evo Morales au pouvoir ».

#### Colombie

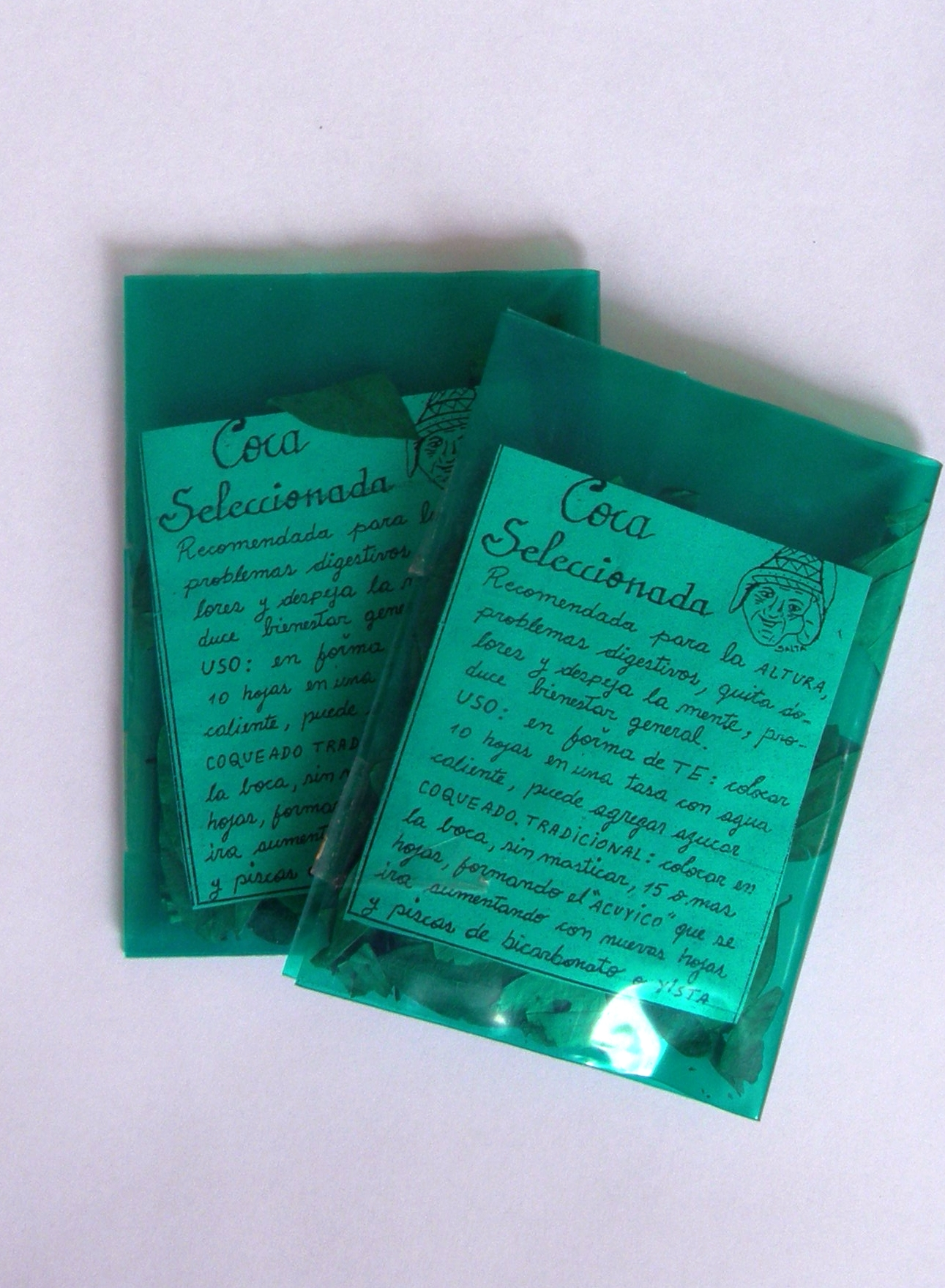
Sachets de feuilles de coca destinés à la vente aux touristes dans la province de Salta (Argentine).

Bien que bénéficiant d'une aura internationale concernant cette culture, la Colombie produit pourtant du cannabis jusque dans les années 1970 avant que cette production ne soit concurrencée par le Mexique et remplacée par la coca et gérée par les cartels (cartel de Medellín, cartel de Cali, cartel de la Costa).
Dans les années 1990, les campagnes antidrogue menées par les États-Unis privent les trafiquants colombiens des sources d'approvisionnement des pays voisins ce qui aboutit au développement de la culture locale. Cette culture favorise l'implantation de guérillas comme les FARC ou des groupes paramilitaires (AUC, etc.) .
La culture de la coca atteint 96 000 hectares en 2017, traduisant l’échec des politiques de fumigation cancérigènes et inefficaces.

#### Argentine
En Argentine, la culture de la coca est interdite, mais sa consommation et son commerce sont autorisés, plusieurs projets de lois sont en cours.

## Symbolisme
La plante est utilisée dans des poèmes.
La feuille de coca est sacrée chez les Incas. Selon les croyances incas, elle permet l'interaction entre les 3 mondes tels que perçus dans la cosmogonie inca (monde d'en haut, celui des dieux, monde du milieu, celui des humains, et monde d'en bas). Elle est offerte à Pachamama afin de la remercier d'une bonne récolte. Elle accompagne toujours les moments symboliques de la vie humaine (la mort, le mariage, la naissance) par le biais d'offrandes de coca.

## Statut légal
Conformément à l’arrêté du 22 février 1990 fixant la liste des substances classées comme stupéfiants, l’importation en France de feuilles de coca ou de quelconque préparation ou produit contenant cette substance est formellement interdite.